# Višňové (Trenčín)
|  | Per a altres significats, vegeu «Višňové». |

Višňové és un poble i municipi d'Eslovàquia que es troba a la regió de Trenčín.

## Història
La primera menció escrita de la vila es remunta al 1392.

## Demografia
| Godina             | 1994 | 2004 | 2014    | 2024   |
| ------------------ | ---- | ---- | ------- | ------ |
| Nombre de persones | 200  | 196  | 171     | 161    |
| Diferència         |      | −2%  | −12,75% | −5,84% |

| Godina             | 2023 | 2024   |
| ------------------ | ---- | ------ |
| Nombre de persones | 162  | 161    |
| Diferència         |      | −0,61% |